# مایکل باولیه
مایکل باولیه (انگلیسی: Michel Baulier؛ زادهٔ ۲۰ ژوئن ۱۹۴۹) بازیکن فوتبال اهل فرانسه است.
از باشگاه‌هایی که در آن بازی کرده‌است می‌توان به باشگاه فوتبال المپیک مارسی، باشگاه فوتبال سوشو، و باشگاه فوتبال متس اشاره کرد.